# The Gardeners’ Chronicle
The Gardeners' Chronicle — британское периодическое издание по садоводству. Просуществовало как самостоятельное название почти 150 лет и до сих пор существует как часть журнала Horticulture Week.
Основано в 1841 году садоводами Джозефом Пакстоном, Чарльзом Вентвортом Дилком, Джоном Линдли и печатником Уильямом Брэдбери.
Первоначально материалы издавались в формате традиционной газеты, в которой были как национальные, так и зарубежные новости, а также огромное количество сведений от садовников и ботаников.
Издание охватывало все возможные аспекты садоводства, много лет издавалось в форме журнала.
Его первым редактором был известный ботаник и один из основателей издания — Джон Линдли. Другой основатель, Пакстон, позже также принял участие редактировании выпускаемых номеров. Среди авторов издания были видные учёные Чарльз Дарвин и Джозеф Гукер.
К 1851 году тираж The Gardeners' Chronicle составил 6500 экземпляров, что по сравнению с тиражами гораздо более известных «Observer» (6230) и «The Economist» (3826) оказалось на удивление удачным результатом. Возможно, большие тиражи были связаны с большой международной аудиторией читателей Chronicle.
Выпуски содержали большие рекламные разделы, и когда в 1845 году был отменен налог на стекло, и возрос интерес к небольшим личным теплицам, журнал наполнился рекламными объявлениями о них, многие из которых были размещены самим Пакстоном, и от продажи которых он получал хорошую прибыль.
Название издание незначительно видоизменялось в разные годы:
- 1841–1855: The Gardeners' Chronicle
- 1856–1873: The Gardeners' Chronicle and Agricultural Gazette
- 1874–1886: The Gardeners' Chronicle. New Series (vols. 1–26)
- 1887–1956: The Gardeners' Chronicle. Third Series (vols. 1–139)
- 1957–1963: Gardeners Chronicle & Gardening Illustrated (vols. 140–154)
- 1964–1968: Gardener's Chronicle: The Magazine of Advanced Gardening (vols. 155–164)
- 1969–1971: Gardeners' Chronicle & New Horticulturist (vols. 165–170)
- 1972–1977: Gardeners' Chronicle: The Horticultural Trade Journal (vols. 171–182)
- 1978–1985: Gardeners' Chronicle & Horticultural Trade Journal: The Horticulture & Amenity Weekly  (vols. 183–197)
- 1985: Gardeners Chronicle & Horticultural Trade Journal: The Horticulture Week (vol. 198)
- 1986 onwards: Horticulture Week (vols. 199–221; no longer numbered since 1997) ISSN 0269-9478

Другие варианты названия, встречающиеся при ссылках на это издание:
- Gardeners' chronicle and agricultural gazette
- Gardeners chronicle & gardening illustrated

Стандартная аббревиатура: Gard. Chron.